# ADCC Submission Wrestling World Championship

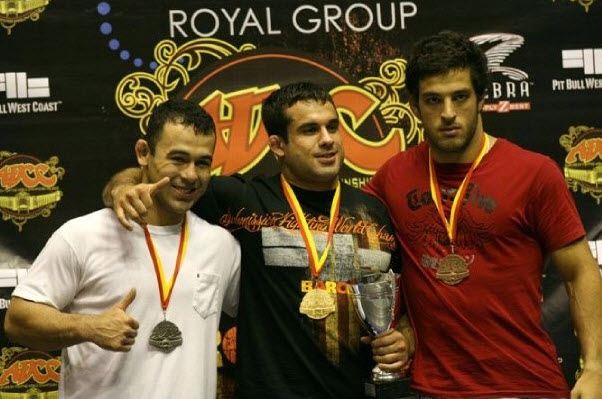
Pablo Popovich, Marcelo Garcia et Gregor Gracie sur le podium des -77 kg lors de l'ADCC 2009 à Barcelone.

L'ADCC Submission Wrestling World Championship, souvent simplement appelé ADCC est une prestigieuse compétition de grappling organisée par l'Abu Dhabi Combat Club.
Créée en 1998, elle réunit des combattants de divers disciplines telles le jiu-jitsu brésilien, le judo, le sambo ou la lutte, pour les confronter dans des règles accessibles à chaque style tout en privilégiant les techniques de soumission.
Les quatre premières éditions annuelles se sont déroulés dans la ville d'Abou Dabi. Le tournoi s'exporte depuis à travers le monde tous les deux ans.

## Histoire
Émigré aux États-Unis pour ses études, Tahnoon Bin Zayed Al Nahyan, fils du cheik Zayed ben Sultan Al Nahyane découvre les mixed martial arts et l'Ultimate Fighting Championship lors du premier tournoi de cette organisation en 1993.
Il commence l'apprentissage du jiu-jitsu brésilien sous la houlette du professeur Nelson Monterio Jr. dans son académie de San Diego.
À la fin de ses études et son retour à Abou Dabi, il y ouvre un centre enseignant divers arts martiaux afin d'importer le MMA dans son pays.
Il convainc aussi son professeur de jiu-jitsu brésilien de le rejoindre et créé en 1998 avec ce dernier la compétition ADCC Submission Wresting Championship dans le but de confronter les meilleurs grapplers dans des règles privilégiant la soumission.
La compétition se déroule d'abord annuellement à Abou Dabi de 1998 à 2001. Depuis 2003, elle se tient tous les deux ans à travers le monde.
Jusque-là réservée aux hommes, l'édition de 2005 ajoute deux divisions féminines.
En 2013, Pékin accueille la compétition.

## Règles
- L'ADCC est un tournoi, seul le vainqueur passe au tour suivant, le perdant étant directement éliminé.
- Les Gi, Kimono et chaussure de lutte sont optionnels.
- Le tapis fait 9x9 mètres, pas de cage, pas de grillage. Si un combattant sort de l'arène, l'arbitre recommence le combat au centre du tapis, dans la position qu'ils avaient précédemment ; à la façon des règles de lutte Lutte gréco-romaine. Si les combattants sont debout, ils reprennent le combat debout face à face.

### Techniques autorisées
- Étranglements ;
- Clés de bras, clés d'épaule et de poignet ;
- Clés de jambes et de cheville.

### Techniques illégales
- "Full Nelson" et "Crucifix" (en)
- Coups de poing.
- Attaque des yeux et doigt dans les orifices
- Pas de prise sur les oreilles
- Pas de tirage de cheveux
- Pas de prise de doigts ou d'orteils
- Pas de doigt dans les yeux
- Pas de coup de pied
- Pas de pincement
- Pas de morsure
- Pas d'attaque des parties
- Pas de mains, de genou ou de coude au visage
- Pas de produit glissant sur le corps ou les vêtements
- Pas de Tshirt
- Pas de prise du short

### Points
- Mount position = 2 points
- Back mount with hooks = 3 points
- Passing the guard = 3 points
- Knee on stomach = 2 points
- Clean Sweeps = 4 points
- Sweeps = 4 Points
- Clean Take down (Ends passed the guard)= 4 points
- Take down (Ends Guard or Half Guard)= 2 points

Chaque position doit être maintenue au moins 3 secondes pour que les points soient comptabilisés. Lors des changements de position, les différents points seront donnés uniquement pour les positions ayant été maintenues au moins 3 secondes.
Les Reversals sont considérés comme des Sweeps.

### Pénalités
Si un combattant passe volontairement d'une position debout à une position au sol, ou pull la garde, et reste au sol pendant au moins 3 secondes, il sera pénalisé d'un point.
Si un combattant se désengage d'une prise, recule et évite le contact à nouveau, il sera pénalisé d'un point.
Un combattant trop passif sera averti deux fois puis recevra un point de pénalité. Il sera averti par l'arbitre avec ces mots : "Warning: Passivity".
Si un combattant enfreint les règles deux fois il sera disqualifié par l'arbitre.

### Gagner un match de l'ADCC
- Si un des combattants soumet son adversaire et que celui-ci tape ou abandonne verbalement.
- Si l'arbitre sent qu'un des combattants ne peut pas se défendre et que sa vie est en danger, il peut arrêter le combat et déclarer le vainqueur.
- La victoire peut se faire par :
  - Soumission
  - Aux points
  - Décision de l'arbitre

### Catégorie de poids
- 143 lbs. and Under (65 kg et moins)
- 144 lbs. to 167 lbs. (66 kg à 76 kg)
- 168 lbs. to 191 lbs. (77 kg à 87 kg)
- 192 lbs. to 216 lbs. (88 kg à 98 kg)
- 217 lbs. and over (99 kg et plus)

### Durée des matchs
En dehors des finales, les combats des tours qualificatifs durent dix minutes. Au cours des cinq premières minutes, aucun point n'est décompté et la victoire ne peut être acquise que par soumission. Au-delà de cette première moitié du match, les points sont totalisés. En cas d'égalité à la fin du temps réglementaire, cinq minutes de temps supplémentaire sont accordés aux combattants pour se départager. L'arbitre choisit le vainqueur du match si les athlètes n'ont alors pu se départager.
Lors des finales ou des combats exceptionnels, le temps limite est porté à vingt minutes. Lors de la première moitié de ce temps, seuls les points négatifs sont pris en compte. L'ensemble des points est ensuite compté si aucun vainqueur n'a déjà pu être désigné. Le temps supplémentaire en cas d'égalité est ici de dix minutes et peut être renouvelé à une seconde reprise.

## Récompenses
(octobre 2022).
Pour chaque catégorie de poids (excepté l'Absolute) :
- Premier : $10 000
- Second : $5 000
- Troisième : $3 000
- Quatrième : $1 000

Pour la catégorie Absolute (toute catégorie) :
- Premier : 40 000$
- Second : 10 000$
- Troisième : 5 000$
- Quatrième : 1 000$
- Superfight : $40 000 pour le vainqueur et $10 000 pour le perdant.
- Récompenses titres honorifiques
  - Best Technique : $1 400
  - Best Takedown : $1 400
  - Fastest Submission : $1 400
  - Best Fight of Competition : $1 400
- Total Prizes Available : $206 600

Voir ici pour les détails sur le site de l'ADCC.

## Champions de l'ADCC

### Catégories masculines
| Année | - 66 kg           | - 77 kg              | - 88 kg          | - 99 kg           | + 99 kg         | Absolute         | Superfight     |
| ----- | ----------------- | -------------------- | ---------------- | ----------------- | --------------- | ---------------- | -------------- |
| 1998  | Alexander Freitas | Renzo Gracie         | Rodrigo Gracie   | Mario Sperry      | Ricco Rodriguez | Mario Sperry     |                |
| 1999  | Royler Gracie     | Jean Jacques Machado | Kareem Barkalaev | Jeff Monson       | Mark Kerr       | Roberto Traven   | Mario Sperry   |
| 2000  | Royler Gracie     | Renzo Gracie         | Saulo Ribeiro    | Ricardo Arona     | Mark Kerr       | Mark Kerr        | Mario Sperry   |
| 2001  | Royler Gracie     | Marcio Feitosa       | Sanae Kikuta     | Ricardo Arona     | Mark Robinson   | Ricardo Arona    | Mark Kerr      |
| 2003  | Leo Vieira        | Marcelo Garcia       | Saulo Ribeiro    | Jon Olav Einemo   | Márcio Cruz     | Dean Lister      | Ricardo Arona  |
| 2005  | Leo Vieira        | Marcelo Garcia       | Ronaldo Souza    | Roger Gracie      | Jeff Monson     | Roger Gracie     | Dean Lister    |
| 2007  | Rani Yahya        | Marcelo Garcia       | Demian Maia      | Alexandre Ribeiro | Fabrício Werdum | Robert Drysdale  | Roger Gracie   |
| 2009  | Rafael Mendes     | Pablo Popovitch      | Braulio Estima   | Alexandre Ribeiro | Fabrício Werdum | Braulio Estima   | Ronaldo Souza  |
| 2011  | Rafael Mendes     | Marcelo Garcia       | André Galvão     | Dean Lister       | Vinny Magalhães | André Galvão     | Braulio Estima |
| 2013  | Rubens Charles    | Kron Gracie          | Romulo Barral    | João Assis        | Marcus Almeida  | Roberto Abreu    | André Galvão   |
| 2015  | Rubens Charles    | Davi Ramos           | Yuri Simões      | Rodolfo Vieira    | Orlando Sanchez | Claudio Calasans | André Galvão   |
| 2017  | Rubens Charles    | Jonathan Torres      | Gordon Ryan      | Yuri Simões       | Marcus Almeida  | Felipe Pena      | André Galvão   |
| 2019  | Augusto Mendes    | Jonathan Torres      | Matheus Diniz    | Gordon Ryan       | Kaynan Duarte   | Gordon Ryan      | André Galvão   |
| 2022  | Diogo Reis        | Kade Ruotolo         | Giancarlo Bodoni | Kaynan Duarte     | Gordon Ryan     | Yuri Simões      | Gordon Ryan    |

### Catégories féminines
| Année | - 55 kg        | - 60 kg           | - 67 kg         | + 60 kg            | + 67 kg      | Absolute        |
| ----- | -------------- | ----------------- | --------------- | ------------------ | ------------ | --------------- |
| 2005  |                | Kyra Gracie       |                 | Juliana Borges     |              | Juliana Borges  |
| 2007  | Sayaka Shinoda | Kyra Gracie       | Hannette Staack |                    | Penny Thomas | Hannette Staack |
| 2009  |                | Luanna Alzuguir   |                 | Hannette Staack    |              |                 |
| 2011  |                | Kyra Gracie       |                 | Gabrielle Garcia   |              |                 |
| 2013  |                | Michelle Nicolini |                 | Gabrielle Garcia   |              |                 |
| 2015  |                | Mackenzie Dern    |                 | Ana Laura Cordeiro |              |                 |
| 2017  |                | Beatriz Mesquita  |                 | Gabrielle Garcia   |              |                 |
| 2019  |                | Bianca Basilio    |                 | Gabrielle Garcia   |              |                 |
| 2022  |                | Ffion Davies (en) |                 | Amy Campo          |              |                 |

## Grands noms de l'ADCC
- Royler Gracie
- Jean Jacques Machado
- Marcelo Garcia
- Ricardo Arona